# Ferrari SP51
Ferrari SP51 – samochód sportowy klasy średniej typu one-off wyprodukowany pod włoską marką Ferrari w 2022 roku.

## Historia i opis modelu
Pod koniec września 2022, 4 miesiące po prezentacji ostatniego unikatowego modelu SP48 Unica, Ferrari zaprezentowało kolejny specjalny model typu one-off opracowany na specjalne zamówienie indywidualnego klienta. SP51 powstało zgodnie z założeniami działu Special Products, zyskując unikalny projekt stylistyczny stworzony od podstaw bez ingerowania w mechanikę oraz układ napędowy. Tę zapożyczono ze wyczynowej odmiany luksusowo-sportowego 812 Superfast, otwartego wariantu 812 GTS.
Za stylistykę SP51 odpowiadał szef zespołu projektantów Ferrari, Flavio Manzoni. W stosunku do bazowego modelu, one-off przeszedł ewolucyjne modyfikacje, zyskując smuklejsze proporcje z mniejszymi, unikalnie ukształtowanymi reflektorami, autorskim projektem alufelg i dużym przednim wlotem powietrza. Choć Ferrari SP51 to targa, to samochód pozbawiono możliwości całkowitego zamknięcia nadwozia poprzez odchylany dach. Za inspirację dla projektu potraktowano wyścigowe Ferrari 410 S z 1955 roku, do którego kluczowym nawiązaniem zostały biało-niebieskie pasy pociągnięte przez całą długość nadwozia. Podobne motywy zastosowano w wykończonym czerwoną alcantarą wnętrzu, gdzie uwzględniono akcenty z niebieskimi przeszyciami oraz panele z włókna węglowego, wraz z tabliczką potwierdzającą unikatowość SP51.
Układ napędowy Ferrari SP51 pozostał niezmieniony, z całości pochodząc z modelu 812 GTS. Silnik to V12 o pojemności 6,5 litra i mocy 800 KM, który osiąga maksymalny moment obrotowy 718 Nm. Jednostka pozwala rozpędzić się do 100 km/h w 2,9 sekundy oraz jechać 200 km/h po 8,3 sekundy, przy prędkości maksymalnej 340 km/h. Zwrotność poprawia system czterech skrętnych kół, a moc przenoszona jest na tylną oś za pomocą 7-stopniowej dwusprzęgłowej automatycznej skrzyni biegów.

### Sprzedaż
Ferrari SP51 powstało w jednym unikalnym egzemplarzu bez planów dalszej produkcji, z racji bycia samochodem typu one-off. Pojazd zbudowano na specjalne zamówienie wieloletniego kolekcjonera i właściciela różnych samochodów Ferrari z Tajwanu. Nie ujawniono ceny, za którą wykonano i kupiono samochód.

### Silnik
- V12 6.5l 800 KM